# 高丽山
高丽山（韓語：고려산）是一座位于仁川的山峰，主峰標高海拔436米（1,430英尺）。

## 腳註
1. ↑  Yu 2007, p.23.